# Leia bimaculata
Leia bimaculata är en tvåvingeart som först beskrevs av Walker 1848.  Leia bimaculata ingår i släktet Leia och familjen svampmyggor. Inga underarter finns listade i Catalogue of Life.